# Epitrocleite
Epitrocleite, epicondilite medial ou cotovelo de golfista é a inflamação do tendão do músculo palmar longo, cuja origem se situa na epitróclea (epitrochlea humeri ou epicôndilo medial do úmero).